# Visió de l'Apocalipsi
Visió de l'Apocalipsi és una obra del Greco, realitzada a l'oli sobre tela entre el 1608 i el 1614, durant el seu primer període toledà. Es conserva en el Metropolitan Museum of Art de Nova York, Estats Units, on s'exhibeix amb el títol de Opening of the Fifth Seal

## Història
Aquest quadre va ser pintat als últims anys de vida del Greco, per a un altar lateral de l'església de Sant Joan el Baptista a extramurs de Toledo.
Al segle xix, la pintura pertanyia a Antonio Cánovas del Castillo, primer ministre d'Espanya. Insatisfet amb el pobre estat de conservació de la pintura, va fer que la «restauressin» prop de l'any 1880. La restauració va treure almenys 175 centímetres, deixant a sant Joan apuntant a cap lloc. Va ser aquesta estranya composició el que potser en va intrigar més als espectadors moderns i va contribuir a la seva fama entre els modernistes.
Després de la mort de Cánovas el 1897, la pintura va ser venuda per mil pessetes a Ignacio Zuloaga, un pintor decisiu en el renaixement de l'interès europeu en El Greco. La pintura pot veure's al fons de la seva obra Els meus amics, representant diversos membres notables de la generació del 98. Se sap que Zuloaga va mostrar la pintura a Pau Picasso i Rainer Maria Rilke. Va declarar que posseïa un «poder visionari» que ho feia «precursor del modernisme». El Museu Zuloaga l'any 1956, va vendre aquesta obra d'art al Metropolitan Museum of Art a Nova York, on actualment s'exhibeix.
Abans de l'any 1908 aquesta pintura rebia el nom d'Amor profà. Cossio va tenir dubtes sobre el títol i va suggerir el d'Obertura del Cinquè Segell. El Museu Metropolità, on es guarda el quadre, comenta: «el quadre està inacabat i molt danyat i corroït».

## Tema
El tema està pres del Llibre de l'Apocalipsi (6:9-11), on les ànimes dels màrtirs perseguits criden a Déu clamant justícia sobre els seus persecutors sobre la terra. L'extàtica figura de sant Joan domina la pintura, mentre que darrere seu ànimes nues es retorcen en una tempesta caòtica d'emoció quan reben les robes blanques de la salvació.
La porció superior del llenç sembla haver estat considerablement tallada –va ser destruïda el 1880–. Aquesta porció superior perduda podria haver-se assemblat a un altre retaule, el Concert d'àngels, pintat pel Greco per a la mateixa església, i també tallat. Molts creuen que la secció inferior, que s'ha conservat, representa l'amor profà, mentre que la part superior seria l'amor diví o sagrat.
El marc datat a la ratlla de 1670 va estar realitzat a Sevilla, en fusta de pi i daurat amb pa d'or i de plata. Les cantonades tenen tallades fulles d'acant entrellaçades.
|  |  |

## Comparació ambLes senyoretes del carrer d'Avinyó
S'ha suggerit que la Visió de l'Apocalipsi va servir d'inspiració per a les primeres obres cubistes de Pau Picasso, especialment Les senyoretes del carrer d'Avinyó, que reflecteix l'angularitat expressionista de la pintura. Quan Picasso treballava en Les senyoretes del carrer d'Avinyó, va visitar el seu amic Zuloaga en el seu estudi a París i va estudiar aquesta Visió de l'Apocalipsi. La relació entre ambdues obres va ser indicada a començaments dels anys 1980 quan es van analitzar les semblances estilístiques i la relació entre els motius de totes dues. L'historiador de l'art Ron Johnson va ser el primer de manifestar la relació entre les dues pintures. Segons John Richardson, historiador de l'art britànic, Les senyoretes del carrer d'Avinyó: «resulta que ofereix més respostes tan bon punt ens adonem que la pintura deu almenys tant al Greco com a Cézanne».
Efi Foundoulaki insisteix en l'«activitat del triangle Picasso-Cézanne-El Greco, que queda establerta en Les senyoretes del carrer d'Avinyó». Foundoulaki analitza la Visió de l'Apocalipsi i afirma que la figura vestida a la part esquerra de la pintura i les figures nues a la dreta mostren la contradicció entre l'amor sacre i l'amor profà. Segons Rolf Laesse, aquesta pot haver estat la inspiració original de Picasso, qui en un dibuix preliminar de les senyoretes va representar un estudiant de medicina sostenint un crani o un llibre i entrant en una cambra on hi ha un mariner entre dones nues. Richardson, tanmateix, creu que Picasso coneixia la interpretació de Cossío en relació amb la Visió de l'Apocalipsi i va basar la seva teoria principalment en aquesta conjectura.